# ウエステルダム
ウエステルダム（英語: Westerdam）は、ホーランド・アメリカラインが所有するビスタ級クルーズ船である。 
ホーランド・アメリカラインが運航する3隻目のビスタ級クルーズ船であり、姉妹船としてオーステルダム、ザイデルダム、ノールダムが存在し、船名はいずれも東西南北を意味するオランダ語に由来し、ウエステルダム号の場合は「西」という意味を含む。 

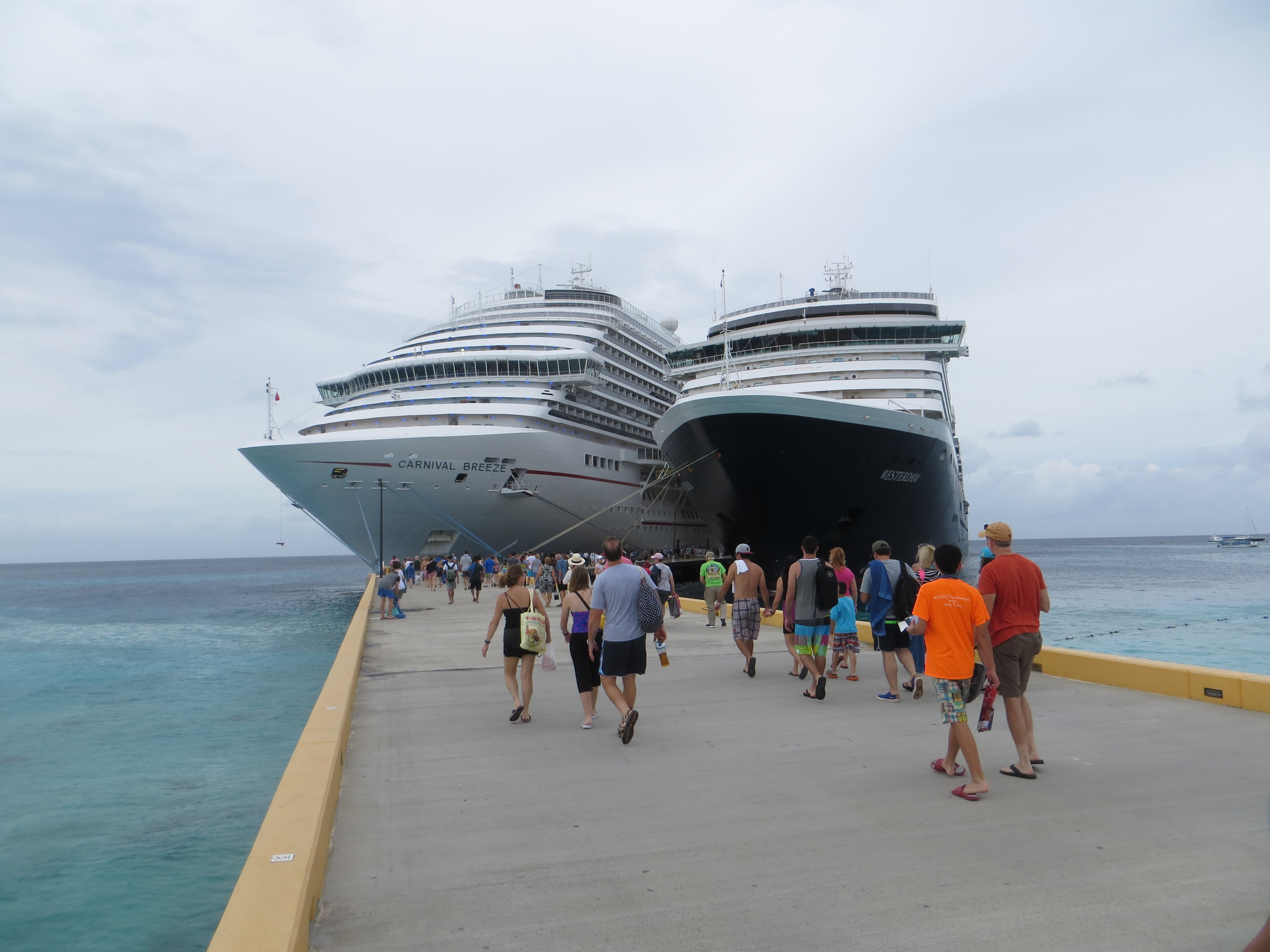
カーニバル・ブリーズに横付けしたウエステルダム（グランドターク島にて撮影）

現在運用中の船体は3代目にあたり、本項においては特に断りのない限り現段階で運用中の船体について述べる（後述）。

## 命名と仕様・内装
2004年4月25日、イタリアのヴェネツィアでオランダの女性俳優レネ・ソーテンダイクによって命名された。ウエステルダムは、他のビスタ級クルーズ船と同じように、ディーゼルエンジンとガスタービンエンジンを併用するCODAGと緻密な操舵を可能とするアジポッドが採用されている。船内の美術品コレクションは、新世界におけるオランダの遺産をテーマとしており、ヘンリー・ハドソンが大西洋横断で乗船したハーブ・ミーンを描いた絵画や様々な彫刻や像が船内に展示されている。 現代作品としては、アンディ・ウォーホルの肖像画や、アリゾナ州セドナの美術家、スザンナ・ホルト作の彫刻などが展示されている。2007年4月に改装され、客室が34室追加されたほか、複数個所の公共スペースにも変更が加えられた。
日本には2018年10月、横浜港大さん橋国際客船ターミナルに初めて来航し、以降各地の港湾に寄港している。

## 事件と事故
2011年5月10日、カナダのブリティッシュコロンビア州クルーネ国立公園南方のヤクタット湾を航行中に、流氷に衝突し、喫水線から4.6メートル下が損傷した。 
2014年6月28日、シアトル港を出たウエステルダムのボイラー室より出火した。当時、上客2,086人・乗員798人が乗船していたが、負傷者が発生しなかった。すぐにシアトルに帰港し、合衆国沿岸警備隊による出航試験を受けた。   
2020年2月、香港に寄港したウエステルダムは、2019新型コロナウイルスの流行を理由にフィリピンと日本とタイへの入港が拒否された。台湾や米領グアムも入港を拒み、同月13日にカンボジア南部のシアヌークビル港に入港した。

## 過去のウエステルダム

### 初代
初代ウエステルダムは、ホーランド・アメリカラインの下1946年から1965年まで運航した。本船は、143人分のファーストクラス用の客室を備えた貨客船であり、第二次世界大戦中に建造された。初めての航海の前に3度も沈められた稀な経歴がある。 
一度目は、1942年8月27日にロッテルダムの造船所で連合軍からの爆撃を受け、沈没した。1944年9月にドイツ軍が船を引き上げたが、オランダの反対勢力によってすぐに沈没させられた。その後、2度目の引き上げの後、1945年1月17日に抵抗勢力は再び沈没させた。 
3度の沈没を経験したウエステルダムであったが、無事に造船が終了し、大西洋横断航路を運航し、オランダのロッテルダムとアメリカ合衆国のニューヨークの間を毎月2回往復した。1965年2月4日、スペインにスクラップとして売却された。 

### 2代目
2代目ウエステルダムは、ホームラインズというイタリアの海運会社によって、ホーメリック（Homeric）という船名で1986年から運行していた。1988年に、ホーランド・アメリカラインが本船を購入し、1989年に改造した。改造により、全長が40メートルほど延ばされた。13年にわたる643回のクルーズを経て、2002年に姉妹会社のコスタ・クルーズへと譲渡された。委譲先では、コスタ・ヨーロッパ（Costa Europa）と命名された。2010年4月から10年間のリース契約により、トンプソン・クルーズに貸し出され、貸出先ではトンプソン・ドリーム（Thomson Dream）として運航している。